# Brandin Cooks
Pour les articles homonymes, voir Cook.
(en) Statistiques sur pro-football-reference
Brandin Cooks, né le 25 septembre 1993 à Stockton en Californie, est un joueur américain de football américain évoluant au poste de wide receiver. 
Sélectionné au premier tour de la draft 2014 de la NFL par les Saints de La Nouvelle-Orléans, il est échangé après trois saisons aux côtés de Drew Brees. Échangé aux Patriots de la Nouvelle-Angleterre, Cooks n'y reste qu'une saison, avant d'être échangé aux Rams de Los Angeles en 2018. Malgré la signature d'un contrat lucratif avec les Rams, il reste deux saisons avec l'équipe avant d'être transféré aux Texans de Houston. 
En 2023, Cooks est échangé pour la quatrième fois de sa carrière, aux Cowboys de Dallas, faisant de lui le joueur le plus échangé de l'histoire de la NFL. Un record qu'il partage avec le running back hall of famer Eric Dickerson.

## Biographie

### Jeunesse
Né à Stockton en Californie, Brandin Cooks est le quatrième fils de sa famille. Alors qu'il a 6 ans, son père, Worth Sr., meurt d'une crise cardiaque, affectant toute la famille. Ses deux frères aînés, Fred et Worth Jr., ont des enfants à 18 et 15 ans. Le troisième frère, Andre, est emprisonné pour possession d'armes et violation de la liberté conditionnelle. Ses frères poussent Brandin, le dernier de la famille, à éviter leurs erreurs et à avoir l'éducation qu'ils n'ont pas eu. 
Il joue au football américain au lycée Lincoln avec les Trojans. Il s'engage dans un premier temps pour l'université de UCLA et les Bruins de UCLA avant de changer d'avis et de choisir les Beavers d'Oregon State.

### Carrière universitaire
Brandin Cooks étudie à l'université d'État de l'Oregon et joue pour les Beavers d'Oregon State de 2011 à 2013. Lors de sa première saison avec Oregon State, il joue 12 rencontres et réceptionne 31 passes, totalise 391 yards et inscrit cinq touchdowns. Il est également le retour de coup de pied de l'équipe, retournant en moyenne 22,4 yards. 
Lors de sa deuxième saison avec les Beavers, Cooks forme avec Markus Wheaton un duo de receveurs rapides et dynamiques. Cooks réalise 67 réceptions pour un total de 1 151 yards. 
Sa troisième saison est celle de la révélation. Brandin Cooks bat les records de réceptions et de yards de la conférence Pac-12 en une saison avec 128 réceptions et 1 730 yards. Il marque un total de 16 touchdowns, un record pour l'université. À la fin de la saison, il est élu dans la meilleure équipe de l'année et reçoit le Fred Biletnikoff Award, récompensant le meilleur wide receiver universitaire de la saison.
Le 2 janvier 2014, Brandin Cooks renonce à sa dernière année universitaire et s'annonce officiellement pour la draft 2014 de la NFL.

### Carrière professionnelle

#### Saints de La Nouvelle-Orléans
Avec un sprint de 40 yards couru en seulement 4,33 secondes, Brandin Cooks bat le record du NFL Scouting Combine en 2014. En portant des chaussures Adidas, il remporte la prime de 100 000 dollars offerte par l'équipementier à celui qui battrait ce record. Il montre une grande rapidité pendant le Combine et ses différentes performances augmentent sa cote avant la draft.
| Taille                 | Poids           | Bras              | Main             | Sprint   | Sprint   | Sprint   | Shuttle 20 yards | 3 cones drill | Détente       | Détente             | Développé couché | Test Wonderlic |
| Taille                 | Poids           | Bras              | Main             | 40 yards | 10 yards | 20 yards | Shuttle 20 yards | 3 cones drill | verticale     | horizontale         | Développé couché | Test Wonderlic |
| 1,77 m (5 ft 9 3/4 in) | 86 kg (189 lbs) | 78 cm (30 3/4 in) | 24 cm (9 5/8 in) | 4,33 s   | 1,53 s   | 2,50 s   | 3,81 s           | 6,76 s        | 91 cm (36 in) | 3,05 m (10 ft 0 in) | 16               | -              |

Sélectionné à la 20e place de la draft 2014 par les Saints de La Nouvelle-Orléans, il est très attendu dans une franchise en grand besoin de vitesse dans leur attaque. Les Saints ont par ailleurs acheté ce choix de sélection aux Cardinals de l'Arizona en échange de leurs 27e et 91e choix de sélection. 
Pour sa première année dans la ligue, Cooks rate les six derniers matchs de la saison régulière en raison d'une blessure au pouce. En 10 matchs, il cumule 53 réceptions pour 550 yards et trois touchdowns par la voie des airs. De plus, il a réalisé un touchdown et 73 yards de gains par la course en sept tentatives de retour de coups de pied.
Cooks commence la saison 2015 en tant que premier wide receiver pour les Saints. Il attrape pour la première fois de sa carrière plus de 100 yards en carrière contre les Eagles de Philadelphie en cinquième semaine de la saison. Il termine la saison avec 84 réceptions, 1 138 yards et 9 touchdowns, menant son équipe dans toutes ses catégories.
Après une fin de saison 2015 réussie, les attentes sont fortes pour la saison 2016 de Brandin Cooks, qui apparaît en forme au camp d'entraînement. Lors du premier match, Cooks attrape pour 143 yards et inscrit deux touchdowns dans la défaite 35 à 34 contre les Raiders d'Oakland. Il réceptionne une passe de 98 yards pour marquer un touchdown, la plus longue action de l'histoire de la franchise des Saints,,. Après la rencontre de la semaine 12 de la saison, lors de laquelle il n'est pas visé une seule fois par Drew Brees, il exprime sa frustration médiatiquement. Dès lors, il est au cœur de discussions pour être échangé dès la fin de la saison.

#### Patriots de la Nouvelle-Angleterre
Dans les premiers jours du marché des transferts de la saison 2017, les champions en titre, vainqueurs du Super Bowl LI, les Patriots de la Nouvelle-Angleterre recrute Brandin Cooks dans un échange,. Dans cet échange, les Saints de La Nouvelle-Orléans envoient aux Patriots la dernière année de contrat du joueur et le 118e choix de sélection à la draft 2017 de la NFL en échange des choix 32 et 103 de cette même draft. Le style de jeu de Cooks apporte une menace supplémentaire à l'extérieur du terrain pour Tom Brady dans une équipe qui manque de vitesse au poste de wide receiver extérieur malgré sa victoire lors du dernier Super Bowl. Le 29 avril, les Patriots optent pour la validation de la cinquième année du contrat de débutant de Cooks, prolongeant son bail d'une saison.

#### Rams de Los Angeles
Le 3 avril 2018, les Patriots échangent Cooks et une sélection de quatrième tour aux Rams de Los Angeles contre deux sélections de draft, soit les  premier et sixième tours pour la draft de 2018. Il retrouve son coéquipier universitaire Sean Mannion. Le 17 juillet, il accepte un contrat de 5 ans pour 81 millions de dollars avec les Rams.

## Style de jeu et personnalité
La combinaison entre sa vitesse exceptionnelle, ses intuitions et sa capacité à courir les routes d'un receveur pose des problèmes dans la ligue dès son arrivée dans la National Football League. Entré dans la ligue comme l'un des joueurs les plus rapides et explosifs, Cooks continue de travailler ce point fort pour devancer ses défenseurs.
Très calme, il est un étudiant du jeu et fait preuve de maturité dans son approche du football américain. Dans le même temps, Brandin Cooks est très confiant en lui-même et ambitieux. 
Sa petite taille, 1,78 m, a levé des doutes sur sa capacité à être efficace au haut niveau. À partir de 2015, il célèbre ses touchdowns en simulant un archer décochant une flèche sur son arc, une évocation à un verset de la Bible dans lequel Ismaël utilise ses compétences d'archer pour survivre dans le désert alors qu'il a failli y mourir de soif.

## Statistiques
| Année              | Équipe                             | MJ                 |     | Passes réceptionnées | Passes réceptionnées | Passes réceptionnées | Passes réceptionnées |       | Courses | Courses | Courses | Courses |  | Fumbles | Fumbles |
| Année              | Équipe                             | MJ                 | Nb. | Yards                | Moy.                 | TD                   | Nb.                  | Yards | Moy.    | TD      | Nb.     | Perdus  |  |         |         |
| 2014               | Saints de La Nouvelle-Orléans      | 10                 | 53  | 550                  | 10,4                 | 3                    | 7                    | 73    | 10,4    | 1       | 1       | 0       |  |         |         |
| 2015               | Saints de La Nouvelle-Orléans      | 16                 | 84  | 1 138                | 13,5                 | 9                    | 8                    | 18    | 2,3     | 0       | 1       | 0       |  |         |         |
| 2016               | Saints de La Nouvelle-Orléans      | 16                 | 78  | 1 173                | 15,0                 | 8                    | 6                    | 30    | 5,0     | 0       | 1       | 0       |  |         |         |
| 2017               | Patriots de la Nouvelle-Angleterre | 16                 | 65  | 1 082                | 16,6                 | 7                    | 9                    | 40    | 4,4     | 0       | 0       | 0       |  |         |         |
| 2018               | Rams de Los Angeles                | 16                 | 80  | 1 204                | 15,1                 | 5                    | 10                   | 68    | 6,8     | 1       | 1       | 0       |  |         |         |
| 2019               | Rams de Los Angeles                | 14                 | 42  | 583                  | 13,9                 | 2                    | 6                    | 52    | 8,7     | 0       | 0       | 0       |  |         |         |
| Totaux en carrière | Totaux en carrière                 | Totaux en carrière | 402 | 5 730                | 14,3                 | 34                   | 46                   | 281   | 6,1     | 1       | 4       | 0       |  |         |         |